# サマンサ・ラング
サマンサ・ラング（Samantha Lang, 1967年12月8日 - ）はイギリス・ロンドン出身の映画監督である。

## 略歴
シドニーの大学でデザインと写真を学んだ後、ヨーロッパに移りプラハ映画学校に入学。その後オーストラリアに戻り、オーストラリアの映画学校で再び映画制作を学んだ。在学中に何本か短編を製作し、色々な賞を受賞している。1997年の『女と女と井戸の中』が初めての長編。

## 主な監督作品
- 女と女と井戸の中 The Well (1997)
- ポエトリー、セックス The Monkey's Mask (2000)
- アイドル 欲望の餐宴(バンケット) L'Idole (2002)